# Gouvães da Serra
Gouvães da Serra is een plaats (freguesia) in de Portugese gemeente Vila Pouca de Aguiar en telt 227 inwoners (2001).